# Grup de la clorargirita
El grup de la clorargirita és un grup de minerals de la classe dels halurs format per halurs d'argent o coure. A banda de la clorargirita, la qual li dona nom, el grup també està integrat per: bromargirita, marshita, miersita i nantokita. Totes cinc espècies cristal·litzen en el sistema isomètric.
| Espècie      | Fórmula  |
| ------------ | -------- |
| Bromargirita | AgBr     |
| Clorargirita | AgCl     |
| Marshita     | CuI      |
| Miersita     | (Ag,Cu)I |
| Nantokita    | CuCl     |

Segons la classificació de Nickel-Strunz aquests minerals pertanyen a «03.AA - Halurs simples, sense H₂O, amb proporció M:X = 1:1, 2:3, 3:5, etc.» juntament amb els següents minerals: iodargirita, tocornalita, carobbiïta, griceïta, halita, silvina, vil·liaumita, salmiac, lafossaïta, calomelans, kuzminita, moschelita, neighborita, clorocalcita, kolarita, radhakrishnaïta, challacolloïta i hephaistosita.
Als territoris de parla catalana ha estat descrita la clorargirita a tres indrets: a la pedrera Berta, situada entre els municipis de Sant Cugat del Vallès i El Papiol (Vallès Occidental-Baix Llobregat, Barcelona), i a les mines Ramona (Bellmunt del Priorat) i Balcoll (Falset), totes dues al Priorat (Tarragona).